# Saturday Night Fever – So feiert Österreichs Jugend
Saturday Night Fever – So feiert Österreichs Jugend ist eine von ON-MEDIA im Auftrag von ATV produzierte Reality-Soap.

## Inhalt
Die Sendung ist ein Reality-TV-Format, das Jugendliche und junge Erwachsene bei ihren nächtlich ausgedehnten Feiern in Lokalitäten begleitet. Das soziale Verhalten untereinander wird gezeigt. Da der teilweise massive Alkoholkonsum der Feiernden nicht immer ohne Folgen bleibt, beleuchtet die Reportage die Feiern auch aus Sicht der Exekutive (Staffel 1). Weiters wird auch die Einstellung der Eltern gegenüber den nächtlichen Vergnügungen ihrer Kinder in Diskotheken thematisiert (Staffel 1).
Nach der ersten Staffel verliert die Reportage zunehmend an Ernsthaftigkeit und Objektivität. Wurde in der ersten Staffel in Interviews mit Protagonisten oder Nebendarstellern noch ein voller Name und im Untertitel eine sachliche Beschreibung der aktuellen Lage oder Alter und Beruf (bei der Neuvorstellung) erwähnt, so wurden diese in den folgenden Staffeln zur Gänze durch zynische und oft auch schikanierende Umschreibungen ersetzt, die stets situationsbezogen auf aktuelle Ereignisse in der Serie eingehen, nicht selten gespickt von schwarzem Humor und zweideutigen Anspielungen. Es werden oft nicht mehr die tatsächlichen Vornamen, sondern nur noch Spitznamen genannt, die situationsbezogen manchmal völlig umformuliert werden. Auch die gesprochenen Off-Texte, die das Geschehen kommentieren, werden zunehmend unsachlich und beschreiben das Geschehen mit einem sarkastischen, manchmal sogar indirekt beleidigenden und zweideutigen Unterton gegenüber den Darstellern. Seriöse Interviews mit Erziehungsberechtigten, Exekutive oder Sicherheitspersonal fehlen ab der Staffel 2 fast gänzlich.
Die begleitende Off-Text-Stimme nutzt ein auffällig gehobenes Vokabular, welches meistens in völligem Kontrast zu den getätigten (oft primitiven und sexistischen) Aussagen der (in der Regel) betrunkenen Protagonisten steht, was das Bild der Teilnehmer nochmals unterstreicht.

### Kritik
Die Sendung wird teils sehr kritisch gesehen, da sie ein sehr einseitiges Bild von österreichischen Jugendlichen zeigt. Die Protagonisten werden als primitive Individuen dargestellt und zwecks Massenunterhaltung schikaniert. So bezeichnete der Jugendforscher Bernhard Heinzelmaier Saturday Night Fever als „Happy Slamming“. Thomas Golser von der Kleinen Zeitung schrieb: „So hoch die Quote, so tief der Anspruch, den man vom Trottoir kratzen muss.“ Außerdem bewertete Christina Böck von Die Presse die Doku-Soap als „primitiv“, „unsympathisch“ und „belästigend“.

„Endlich wieder eine Sendung, für die man sich zu Recht genieren kann. Als Seher und als Sender. Wie es schon im Kommentar aus dem Off hieß: „Kaum gesprochen, schon gebrochen.““

Des Weiteren bestehen Gerüchte, dass Produzenten der Serie die Teilnehmer an der Doku-Soap mit Alkohol versorgen. Auch der Vorwurf, die Sendung würde zum Alkoholkonsum ermutigen, wurde mehrmals erhoben. Das Format hat auch Anzeichen die an Scripted Reality erinnern.

## Ausstrahlung
Die erste Sendung wurde am 12. Jänner 2010 nach Das Geschäft mit der Liebe – Frauen aus dem Osten gezeigt. Von Folge zu Folge stiegen die Quoten an. Die am 2. März 2010 ausgestrahlte Sendung erzielte bei den 12- bis 29-jährigen Zusehern einen Marktanteil von 41 %, also deutlich über dem Senderschnitt von ATV. Aufgrund des Erfolgs der ersten Staffel wurde eine zweite beauftragt, die am 4. Mai 2010 startete (zwischen erster und zweiter Staffel lief die dritte Staffel Teenager werden Mütter). Die erste Folge konnte 7,3 % Marktanteil beim Gesamtpublikum erreichen und lag somit unter den Erwartungen. Erst mit den darauffolgenden Episoden gewann die Reality-Soap wieder an Fahrt, das Staffelhoch wurde am 1. Juni 2010 mit 14,3 % Marktanteil erzielt.
Nach der letzten Folge der 2. Staffel strahlte ATV am 15. Juni 2010 mit Saturday Night Fever – Die Clique eine Spin-off-Folge aus. Am 13. und 20. Juli 2010 wurde die zweiteilige Sendung Saturday Night Fever Spezial ausgestrahlt.
Zwischen 7. September und 9. November 2010 lief die 3. Staffel mit neun Folgen. Die 4. Staffel mit 14 Folgen lief vom 11. Jänner 2011 bis zum 29. März 2011. Diese konnten die Werte der ersten beiden Staffeln halten.
Von 6. September 2011 bis 11. Oktober 2011 wurde der Ableger Saturday Night Fever – Beachparty, Oida! gesendet. In diesen sechs Sendungen verbringen Molti, Spotzl, Pichla und Eigi ihren Urlaub in ihrem Ferienhaus mit acht Mädchen, die sich beworben haben, um mit den Burschen auf Urlaub fahren zu können. Diese Ausgaben dauerten ca. 72 Minuten (gesamt 95 Min., mit Werbeunterbrechung). Die 2. Staffel lief zunächst von 26. August bis 23. September 2012 am Sonntag, die restlichen drei Folgen wieder am Dienstagabend (25. September bis 9. Oktober 2012).
Von 18. Oktober 2011 bis zum 10. Jänner 2012 lief die 5. Staffel in elf Folgen (27. Dezember 2011 und 3. Jänner 2012 keine Ausstrahlung). Diese dauerten nun ca. 72 Minuten (statt bisher ca. 50 Min.). Von 13. März bis 22. Mai 2012 lief die 6. Staffel.
Seit 16. Oktober 2012 ist bereits der 3. Ableger auf Sendung.
Ab Anfang Jänner 2018 wurde ein Best-Of-Format Saturday Night Forever – Legende Oida mit 6 Folgen gesendet, das wieder Partyexzess zeigte.

## Internationale Versionen
- Der Schweizer Sender 3+ kaufte die Formatrechte für Saturday Night Fever und strahlt seit Herbst 2010 eine eigene Version unter dem Namen Jung, wild & sexy – Baggern, saufen, Party machen mit ähnlichem Erfolg wie in Österreich aus.
- Der deutsche Sender RTL II erwarb ebenfalls die Rechte[15] und vermarktet die Sendung unter dem Namen Saturday Night – So feiert Deutschlands Jugend.[16]
- Der polnische Sender TVN strahlte die Sendung unter dem Namen "Gorączka sobotniej nocy" aus.

## Veröffentlichungen
Zur Serie erscheint der Sampler ATV Saturday Night mit Liedern aus der Sendung. Bislang wurden fünf Kompilationen veröffentlicht, weitere sind geplant. Außerdem brachte die durch die Sendung bekannt gewordene Gruppe Molti, Spotzl, Pichla, Eigi eine Single mit dem Titel Vollgas heraus, die zwei Wochen in den Charts zu finden war.